# Tecsun
TECSUN Electronic – chińskie przedsiębiorstwo elektroniczne założone w roku 1994 w Dongguan i specjalizujące się w produkcji radioodbiorników. 

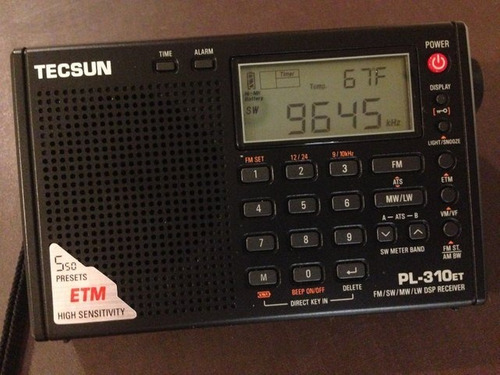
Odbiornik Tecsun PL-310ET

## Produkcja
TECSUN produkuje radioodbiorniki dla zróżnicowanych kręgów odbiorców: radioodbiorniki amatorskie do nasłuchu krótkofalarskiego, odbiorniki do dalekich nasłuchów, odbiorniki przetwarzające sygnały cyfrowo, odbiorniki do nasłuchów w modulacji jednowstęgowej, głośniki Bluetooth, a także odbiorniki klasy popularnej i systemy stereo. Przedsiębiorstwo zatrudnia 500 pracowników i wytwarza 5 milionów radioodbiorników rocznie. 